# 双泉迎神馆
双泉迎神馆，位于山西省晋城市高平市石末乡双泉村，是一处山西省文物保护单位。

## 保护
2021年8月4日，双泉迎神馆公布为第六批山西省文物保护单位，古建筑类，编号6-209。